# Apollo
Apollo római isten, a görög Apollón megfelelője, a gyógyítás, a Nap, a művészetek istene, Iuppiter és Latona gyermeke. Ikertestvére Diana.
Apollo kultuszát i. e. 443-ban honosították meg Rómában, amikor egy járvány miatt Sibylla jóslataihoz folyamodtak. A jóslat szerint csak Apollón isten segíthetett a járvány leküzdésében. Korábban is ismerték az etruszk panteon Apulu nevű istene révén, de tisztelete nem volt jelentős. A görög mintát kiegészítették még a napisteni attribútumokkal, mert bár a görög Apollónnak is voltak szoláris vonatkozásai (tüzes nyilai a napsugarakat jelképezték), ott volt külön napisten (Héliosz). Apollo kifejezetten napistenné vált a rómaiaknál, akinek testvére, Diana a holdistennő. Sol (vagy Sol Invictus) jóval későbbi fejlemény a római mitológiában.